# Vlastimil Brodský
Vlastimil Brodský (Ostrava, 15 dicembre 1920 – Slunečná, 20 aprile 2002) è stato un attore ceco.
Attivo sul grande schermo e in televisione per quasi sessant'anni, è considerato una figura chiave per lo sviluppo del cinema ceco nel secondo dopoguerra. Tra i ruoli per i quali è maggiormente ricordato quelli di Jakob Heym nel film del 1975 Jakob il bugiardo, che gli valse l'Orso d'argento come miglior attore al Festival di Berlino, e quello del re nella serie televisiva Arabela del 1979.
Con una delle ultime interpretazioni, quella del pensionato František Hána nel film del 2001 Babí léto, ha ottenuto il suo unico Leone Ceco come miglior attore.
Era il padre degli attori Marek Brodský e Tereza Brodská.

## Biografia
Nato nel 1920 nel quartiere di Hrušov a Ostrava, negli anni quaranta Vlastimil Brodský si trasferì a Praga dove iniziò a recitare a teatro, comparendo in commedie dirette da Emil František Burian (Il fantasma di Canterville), Josef Šmída (Lancelot a Alexandrina) e Jiří Frejka (Sogno di una notte di mezza estate). L'esordio come attore cinematografico avvenne nel 1944 con un'apparizione nel cortometraggio Bohema di Karel Baroch, ma fu nel lungometraggio del 1949 Vzbourení na vsi, diretto da Josef Mach, che interpretò il primo ruolo di rilievo.
Il primo successo arrivò nel 1953 con Tajemství krve di Martin Frič, in cui per la prima volta interpretò il ruolo di "eroe della vita quotidiana" che lo avrebbe contraddistinto in seguito. La critica fu entusiasta della sua prova ma negli anni successivi il cinema non fu in grado di offrirgli ruoli dello stesso livello.

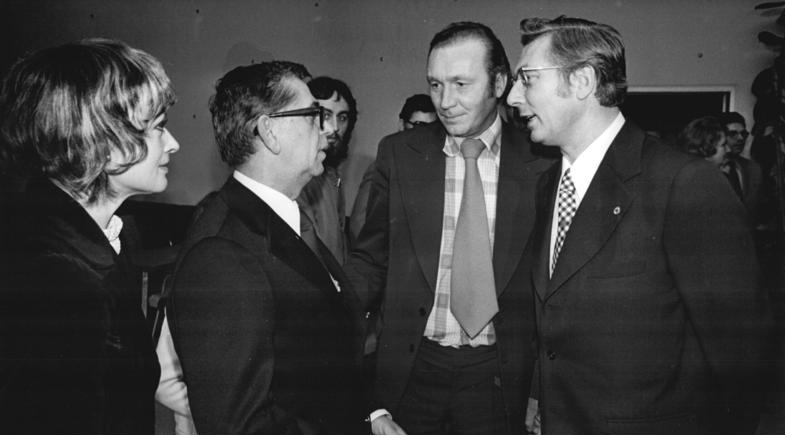
Vlastimil Brodský, secondo da sinistra, alla première di Jakob il bugiardo al cinema Cosmos di Berlino il 17 aprile 1975. Con lui la moglie Jana Brejchová, il regista Frank Beyer e il segretario del Comitato Centrale del SED Werner Lamberz.

Nel 1958 durante la lavorazione di Mezi zemí a nebem, di cui Brodský era autore della sceneggiatura oltre a interpretare il ruolo di protagonista, avvenne l'incontro con Zdeněk Podskalský. Il regista offrì all'attore per la prima volta l'opportunità di utilizzare il lato comico del suo talento e la collaborazione proseguì con le commedie Dove non arriva il diavolo (1960), Spadla s mesíce (1961) e Bílá paní (1965).
Il talento comico di Brodsky fu valorizzato anche da altri registi, ma le migliori opportunità gli furono offerte dagli esponenti della cosiddetta "New Wave cecoslovacca" degli anni Sessanta, in particolare Vojtěch Jasný in C'era una volta un gatto (1963), Evald Schorm in Il coraggio quotidiano (1964) e Morte di un parroco (1969) e Jiří Menzel in Treni strettamente sorvegliati (1966) e Un'estate capricciosa (1968). Fu grazie a questi registi che Brodský poté sviluppare un altro talento che sarebbe poi diventato predominante: la capacità di esprimere, sotto una patina di apparente leggerezza, la tristezza causata dal contrasto tra gli ideali e la loro realizzazione nella vita e il flusso irreversibile del tempo.
Tra gli anni settanta e gli anni ottanta, Brodský affiancò a una già intensa attività cinematografica quella televisiva comparendo in numerosi film tv e serie quali Pan Tau e Arabela. Nel 1974 fu protagonista di Jakob il bugiardo, film diretto da Frank Beyer per il quale ottenne l'Orso d'argento come miglior attore al Festival di Berlino, e lo stesso anno recitò per l'ultima volta a teatro nella commedia I ragazzi irresistibili di Neil Simon.

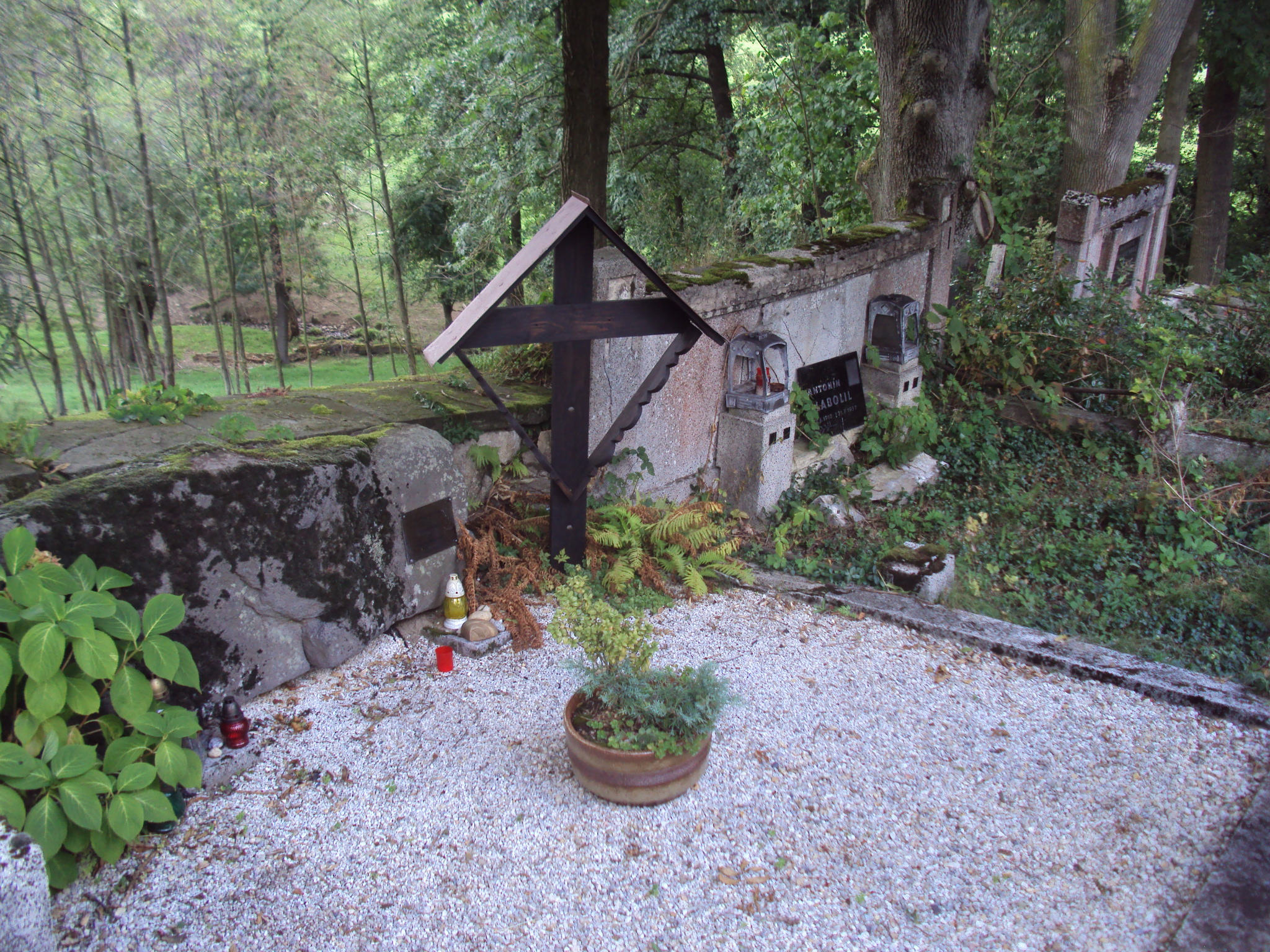
La tomba di Vlastimil Brodský nel cimitero di Slunečná in Repubblica Ceca.

Nel 1990 interpretò il ruolo del professore in Allodole sul filo di Jiří Menzel, film che vinse l'Orso d'oro a Berlino, e nel 1995 pubblicò l'autobiografia Drobečky z půjčovny duší. Un altro importante riconoscimento arrivò nel 2001, quando Brodský si aggiudicò il Leone Ceco come miglior attore per Babí léto di Vladimír Michálek.
Vlastimil Brodsky è morto il 20 aprile del 2002, all'età di 81 anni, nella sua casa nella campagna della Boemia settentrionale. Anche se la famiglia non ha reso note le cause della morte, i giornali non hanno escluso la possibilità che si sia trattato di un suicidio. Pochi mesi dopo, come riconoscimento per una carriera che nell'arco di sessant'anni lo ha visto interprete di oltre 160 produzioni, è stato omaggiato al Festival di Karlovy Vary con un premio speciale per il significativo contributo al mondo del cinema.

### Vita personale
È stato sposato con l'attrice Jana Brejchová e con la ballerina Bozena Křepelková, dalle quali ha avuto rispettivamente i figli Tereza e Marek. Entrambi i matrimoni sono terminati con il divorzio.

## Filmografia

### Cinema

#### Lungometraggi
- Nezbedný bakalár, regia di Otakar Vávra (1946)
- Uloupená hranice, regia di Jiří Weiss (1947)
- Kouzelný míc, regia di Karel Baroch (1949)
- Vzbourení na vsi, regia di Josef Mach (1949)
- Vstanou noví bojovníci, regia di Jiří Weiss (1951)
- Tajemství krve, regia di Martin Frič (1953)
- Kavárna na hlavní tríde, regia di Miroslav Hubácek (1954)
- Blázni mezi námi, regia di Frank Beyer, Ralf Kirsten e Konrad Petzold (1955)
- Dnes vecer vsechno skoncí, regia di Vojtěch Jasný e Karel Kachyňa (1955)
- Jan Hus, regia di Otakar Vávra (1955)
- Návsteva z oblak, regia di Milos Makovec (1955)
- Jan Žižka, regia di Otakar Vávra (1956)
- Rudá záre nad Kladnem, regia di Vladimír Vlcek (1956)
- Vzorný kinematograf Haska Jaroslava, regia di Oldřich Lipský (1956)
- Zaostrit, prosím!, regia di Martin Fric (1956)
- Zárijové noci, regia di Vojtěch Jasný (1957)
- Florenc 13:30, regia di Josef Mach (1957)
- Bomba, regia di Jaroslav Balík (1958)
- Poslusne hlásím, regia di Karel Steklý (1958)
- Mezi zemí a nebem, regia di Zdenek Podskalský (1958)
- Dnes naposled, regia di Martin Fric (1958)
- Touha, regia di Vojtěch Jasný (1958)
- Tri prání, regia di Ján Kadár e Elmar Klos (1958)
- O vecech nadprirozených, regia di Jirí Krejcík, Jaroslav Mach e Milos Makovec (1959)
- Pet z miliónu, regia di Zbyněk Brynych (1959)
- Poteryannaya fotografiya, regia di Lev Kulidzhanov (1959)
- Dove non arriva il diavolo (Kam cert nemuze), regia di Zdenek Podskalský (1960)
- Prezil jsem svou smrt, regia di Vojtěch Jasný (1960)
- Valcík pro milión, regia di Josef Mach (1961)
- Zalobnici, regia di Ivo Novák (1961)
- Procesí k panence, regia di Vojtěch Jasný (1961)
- Spadla s mesíce, regia di Zdenek Podskalský (1961)
- Hledá se táta, regia di Frantisek Daniel (1961)
- Florián, regia di Josef Mach (1961)
- Kolik slov stací lásce?, regia di Jirí Sequens (1962)
- Trasporto per il paradiso (Transport z ráje), regia di Zbyněk Brynych (1963)
- C'era una volta un gatto (Az prijde kocour), regia di Vojtěch Jasný (1963)
- Král Králu, regia di Martin Fric (1963)
- Il coraggio quotidiano (Kazdy den odvahu), regia di Evald Schorm (1964)
- Táto, sezen stene, regia di Milan Vosmik (1964)
- Cintamani & podvodník, regia di Jirí Krejcík (1964)
- Kdyby tisíc klarinetu, regia di Ján Rohác e Vladimír Svitácek (1965)
- Bílá paní, regia di Zdenek Podskalský (1965)
- Ztracená tvár, regia di Pavel Hobl (1965)
- Treni strettamente sorvegliati (Ostre sledované vlaky), regia di Jiří Menzel (1966)
- Lidé z maringotek, regia di Martin Fric (1966)
- Zenu ani kvetinou neuhodís, regia di Zdenek Podskalský (1967)
- Un'estate capricciosa (Rozmarné léto), regia di Jiří Menzel (1968)
- Zlocin v santánu, regia di Jiří Menzel (1968)
- Morte di un parroco (Faráruv konec), regia di Evald Schorm (1969)
- Cronaca morava (Vsichni dobrí rodáci), regia di Vojtěch Jasný (1969)

- Trináctá komnata, regia di Otakar Vávra (1969)
- Svetáci, regia di Zdenek Podskalský (1969)
- Dábelské líbánky, regia di Zdenek Podskalský (1970)
- Psi a lidé, regia di Evald Schorm (1971)
- Pet muzu a jedno srdce, regia di Jan Matejovský (1971)
- Touha Sherlocka Holmese, regia di Stepán Skalský (1971)
- Smrt cerného krále, regia di Jirí Sequens (1972)
- Tri chlapi na cestách, regia di Oldřich Lipský (1973)
- Akce Bororo, regia di Otakar Fuka (1973)
- Adam a Otka, regia di Jaromír Dvorácek (1974)
- Noc na Karlstejne, regia di Zdenek Podskalský (1974)
- Jakob il bugiardo (Jakob, der Lügner), regia di Frank Beyer (1974)
- Plavení hríbat, regia di Hynek Bocan (1975)
- Hodíme se k sobe, milácku...?, regia di Petr Schulhoff (1975)
- Tak láska zacíná..., regia di Hynek Bocan (1975)
- Cas lásky a nadeje, regia di Stanislav Strnad (1976)
- Zítra vstanu a oparím se cajem, regia di Jindrich Polák (1977)
- 30 panen a Pythagoras, regia di Pavel Hobl (1977)
- Talíre nad Velkým Malíkovem, regia di Jaromil Jireš (1977)
- At zijí duchové!, regia di Oldřich Lipský (1977)
- Hodina pravdy, regia di Václav Matejka (1977)
- Podivný výlet, regia di Jirí Hanibal (1978)
- Nechci nic slyset, regia di Ota Koval (1978)
- Smrt na cerno, regia di Ivo Toman (1979)
- Das Ding im Schloß, regia di Gottfried Kolditz (1979)
- Julek, regia di Ota Koval (1980)
- Tchán, regia di Zdenek Míka (1980)
- Neco je ve vzduchu, regia di Ludvík Ráza (1981)
- Tajemství hradu v Karpatech, regia di Oldřich Lipský (1981)
- Křtiny, regia di Zdenek Podskalský (1981)
- Tajemství dáblovy kapsy, regia di Petr Tucek (1981)
- A csoda vége, regia di János Vészi (1984)
- Oci pro plác, regia di Zdenek Míka (1984)
- Lucie, postrach ulice, regia di Jindrich Polák (1984)
- Rozpustený a vypustený, regia di Ladislav Smoljak (1985)
- Velká filmová loupez, regia di Oldřich Lipský e Zdenek Podskalský (1986)
- Není sirotek jako sirotek, regia di Stanislav Strnad (1986)
- Smích se lepí na paty, regia di Hynek Bocan (1987)
- Sasek a královna, regia di Věra Chytilová (1988)
- Príbeh '88, regia di Zuzana Hojdová-Zemanová (1989)
- Allodole sul filo (Skrivánci na niti), regia di Jiří Menzel (1990)
- Král kolonád, regia di Zeno Dostál (1991)
- Freonový duch, regia di Zdenek Zelenka (1991)
- La farfalla fatata (Motýlí cas), regia di Bretislav Pojar (1991)
- Labyrinth, regia di Jaromil Jireš (1991)
- Una solitudine troppo rumorosa (Une trop bruyante solitude), regia di Véra Caïs (1996)
- Návrat ztraceného ráje, regia di Vojtěch Jasný (1999)
- Ab ins Paradies, regia di Iva Svarcová (2000)
- Babí léto, regia di Vladimír Michálek (2001)
- Podzimní návrat, regia di Georgis Agathonikiadis (2001)

#### Cortometraggi
- Bohema, regia di Karel Baroch (1944)
- Hotel Pokrok, regia di Hysen Hakani (1956)
- Direktiva, regia di Václav Vorlícek (1956)
- V pátek ráno, regia di Zdenek Podskalský (1957)
- Strejda, regia di Jaromil Jireš (1959)
- Turista, regia di Evald Schorm (1962)
- Slzy, které svet nevidí, regia di Martin Frič (1962)
- Cas jerabin, regia di Miroslav Sobota (1963)
- Obraz, regia di Martin Frič (1964)
- L.P. 1948, regia di Jan Hrebejk (1989)
- Dívka se zázracnou pametí, regia di Ondrej Kepka (1996)

#### Doppiaggio
- Narratore in Jak krecek snedl dedu Mráze, regia di Václav Bedrich (1964)
- Narratore in Nebudte mamuty, regia di Stanislav Látal e Milos Macourek (1967)
- Knoflíkár in Tajemství zlatého Buddhy, regia di Dusan Klein (1973) - non accreditato
- Piccolo elefante in O té velké mlze, regia di Bretislav Pojar (1975)
- Narratore in ...a zase ta Lucie!, regia di Jindrich Polák (1984)
- Narratore in Nesmrtelná teta, regia di Zdenek Zelenka (1993)

### Televisione

#### Film tv
- Usporená libra, regia di Ján Rohác e Vladimír Svitácek (1963)
- Konec velké epochy, regia di Antonín Moskalyk (1966)
- Blázinec v prvním poschodí, regia di Zdenek Podskalský (1969)
- Brouk v hlave, regia di Václav Hudecek (1970)
- Sest uprchlíku, regia di Pavel Hobl e Boris Moravec (1970)
- Jeden ze souboju, regia di Eva Sadková (1971)
- Ta slepicka kropenatá, regia di Milan Ruzicka (1971)
- Alfons Karásek v lázních, regia di Zdenek Podskalský (1971)
- Stedrý vecer pana rady Vacátka, regia di Jirí Sequens (1972)
- Ruzová sobota, regia di Václav Hudecek (1974)
- Údrzbári, regia di Vít Hrubín (1975)
- To byla svatba, strýcku, regia di Zdenek Podskalský (1976)
- Hadrián z Rímsu, regia di Karel Pokorný (1976)
- Typicky zenská reakce, regia di Miroslava Valová (1976)
- Podezrelé okolnosti, regia di Karel Pokorný (1977)
- Hamoun, regia di Stanislav Strnad (1977)
- Vavrín patrí vsem, regia di Vladimír Cech (1978)
- Mapa zámorských objevu, regia di Zdenek Kubecek (1979)
- A nebojís se, princeznicko?, regia di Milos Bobek (1980)
- Aber Doktor, regia di Oldřich Lipský (1980)
- Pocítání ovecek, regia di Karel Kachyňa (1981)
- O labuti, regia di Jaromil Jireš (1982)
- Tazní ptáci, regia di Frantisek Filip (1983)
- Spolecnost s rucením omezeným, regia di Zdenek Podskalský (1983)
- Prípad Platfus, regia di Frantisek Filip (1985)
- Nevesta, regia di Dekanovský Marcel (1985)
- Kalhoty od krejcího ze Lhoty, regia di Jirina Pokorná-Makoszová (1988)
- Nadeje má hluboké dno, regia di Jaromil Jireš (1988)
- Utopím si ho sám, regia di Frantisek Filip (1989)
- Smrt barona Gandary, regia di Pavel Hása (1990)

#### Cortometraggi
- Zacátek konce, regia di Zdenek Podskalský (1961)
- Odsouzený z Pinktownu, regia di Martin Frič (1966)
- Prazský Sherlock Holmes, regia di Zdenek Podskalský (1968)
- Meze Waltera Hortona, regia di Jirina Pokorná-Makoszová (1969)
- Krejcí Sajtle Dobrodruh, regia di Václav Hudecek (1974)

#### Serie televisive
- F.L. Vek, regia di Frantisek Filip (1971) - 4 episodi
- Bakalári, registi vari (1972-1985) - 4 episodi
- Slovácko sa nesúdí, regia di Petr Tucek (1975)
- Pan Tau, regia di Jindřich Polák (1977-1978) - 7 episodi
- Stríbrná pila, regia di Stanislav Strnad (1978)
- Arabela, regia di Václav Vorlícek (1979) - 12 episodi
- Dnes v jednom dome, regia di Frantisek Filip (1979)
- Dobrá voda, regia di Frantisek Filip (1982)
- Hotel Polan und seine Gäste, regia di Horst Seemann (1982)
- Návstevníci, regia di Jindřich Polák (1983) - 8 episodi
- Rozpaky kuchare Svatopluka, regia di Frantisek Filip (1985) - 4 episodi
- Slavné historky zbojnické, regia di Hynek Bocan (1986)
- Chobotnice z druhého patra, regia di Jindřich Polák (1986)
- Veselé príhody z natácení, regia di Ladislav Smoljak (1988) - 2 episodi
- Dobrodruzství kriminalistiky, regia di Antonín Moskalyk (1989)
- Uctivá poklona, pane Kohn, regia di Jitka Nemcová (1992)
- Arabela se vrací, regia di Václav Vorlícek (1993) - 20 episodi
- O zvíratech a lidech, regia di Hynek Bocan (1994) - 9 episodi
- Zivot na zámku, regia di Jaroslav Hanus (1995-2000) - 27 episodi

#### Doppiaggio
- Narratore in O makové panence, regia di Václav Bedrich (1972, serie tv)
- Narratore in Jak Bzuk a Tuk putovali za sluníckem, regia di Frantisek Vystrcil (1978, serie tv)
- Narratore in Velká policejní pohádka, regia di Svatava Simonová (1979, film tv) - non accreditato
- Narratore in Anynka a cert, regia di Svatava Simonová (1984, film tv)
- Narratore in Sedmipírek, regia di Svatava Simonová (1985, film tv)

## Teatro
- Il fantasma di Canterville, di Dalibor Cyril Vačkář, regia di Emil F. Burian (1940)
- Lancelot a Alexandrina, di Josef Šmída, regia di Josef Šmída (1940)
- Husa na provázku di Jiří Mahen, regia di Josef Šmída (1942)
- Písně Omara Pijáka di Jaroslav Pokorný, regia di Josef Šmída (1942)
- Sentimentální romance di František Němec e Josef Šmída, regia di Josef Šmída (1943)
- Aladino e la lampada meravigliosa di Gustav Raeder e Adolf Heyduk, regia di Míla Mellanová (1943)
- Chlapci z rybářské uličky di Jaroslav Mecer e Václav Vaňátko, regia di Václav Vaňátko (1944)
- Smrt Tarelkinova di Aleksandr Sukhovo-Kobylin, regia di Josef Šmída (1945)
- Akce Aibiš, Velký Aibiš di Josef Kainar, regia di Alfréd Radok (1946)
- Věra Lukášová di Jarka Kohout, regia di Emil F. Burian (1947)
- Není pozdě na štěstí? di Emil F. Burian, regia di Emil F. Burian (1948)
- Santa Giovanna di George Bernard Shaw, regia di Jiří Frejka (1948)
- Sogno di una notte di mezza estate di William Shakespeare, regia di Jiří Frejka (1949)
- Jan Hus di Alois Jirásek, regia di Otto Haas (1951)
- Východ slunce di Samad Vurgun, regia di Jan Škoda (1952)
- Molto rumore per nulla di William Shakespeare, regia di Jan Škoda (1953)
- La figlia del piromane di Josef Kajetán Tyl, regia di Jan Bor (1955)
- Mladá garda di Aleksandr Fadeev, regia di Otto Haas e Miloslav Stehlík (1957)
- Svět kde se nežebrá di Ilja Prachař, regia di Jan Škoda (1960)
- Nehoda di Jaroslav Dietl, regia di František Štěpánek (1963)
- Il buon soldato Sc'vèik di Jaroslav Hašek e Pavel Kohout, regia di Pavel Kohout (1963)
- Le quattro stagioni di Arnold Wesker, regia di Václav Hudeček (1965)
- L'uomo, la bestia e la virtù di Luigi Pirandello, regia di František Štěpánek (1966)
- August, august, august di Pavel Kohout, regia di Jaroslav Dudek (1967)
- La strana coppia di Neil Simon, regia di Jaroslav Dudek (1967)
- I ragazzi irresistibili di Neil Simon, regia di František Štěpánek (1974)

## Doppiatori italiani
- Bruno Persa in Treni strettamente sorvegliati

## Riconoscimenti
- 1967 – Titolo di Artista meritevole

- 1975 – Festival internazionale del cinema di Berlino
Orso d'argento per il miglior attore per Jakob il bugiardo

- 1988 – Titolo di Artista nazionale

- 1997 – Art Film Festival
Actor's Mission Award

- 2001 – Leone Ceco
Leone Ceco per il miglior attore per Babí léto

- 2002 – Festival internazionale del cinema di Karlovy Vary
Premio speciale per il significativo contributo al mondo del cinema (postumo)